# Blind Spot (Beverly Hills, 90210)
Blind Spot is de zesentwintigste aflevering van het vierde seizoen van het tienerdrama Beverly Hills, 90210, die voor het eerst werd uitgezonden op 6 april 1994.

## Verhaal
Als Brandons auto stil komt te staan met panne, stapt hij samen met Steve een koffiebar binnen om daar de wegenwacht te bellen.
Het blijkt dat het een homobar is. Mike Ryan, de president van de studentenvereniging ziet Steve en denkt dat hij een relatie heeft met Brandon.
Als later Mike Steve hierop aanspreekt, voelt Steve hier zich ongemakkelijk bij maar maakt meteen duidelijk dat hij hetero is.
Wanneer sommige jongens grappen gaan maken over homo's, verklapt Steve het geheim van Mike.
Mike besluit hierop om de vereniging te verlaten, Steve haalt hem over om toch te blijven en steunt hem in de ingelaste vergadering die belegt is om Mike weg te sturen.
Uiteindelijk mag Mike blijven.
David wil pianoles nemen en komt uit bij een meisje genaamd Holly die pianoles geeft. Ze blijkt blind te zijn maar kan uitstekend piano spelen.
Hij wordt verliefd op Holly en gaat veel met haar om, Donna heeft dat in de gaten en zij gaat uit met D'Shawn om David jaloers te maken.
Dit werkt en David komt er net op tijd achter wat hij aan het doen is en besluit om terug te keren bij Donna.
Donna en Kelly willen een kalender maken met allemaal jongens in sexy kleren, dit valt nog niet mee maar uiteindelijk lukt het.
Met hulp van Brandon, David, Dylan, D'Shawn en meerdere.

## Rolverdeling
- Jason Priestley - Brandon Walsh
- Shannen Doherty - Brenda Walsh
- Jennie Garth - Kelly Taylor
- Ian Ziering - Steve Sanders
- Gabrielle Carteris - Andrea Zuckerman
- Luke Perry - Dylan McKay
- Brian Austin Green - David Silver
- Tori Spelling - Donna Martin
- Carol Potter - Cindy Walsh
- James Eckhouse - Jim Walsh
- Jack Armstrong - Mike Ryan
- Sydney Brown - Holly Marlow
- Vaun Brown - Gary
- Todd Bryant - Artie Devers
- Cress Williams - D'Shawn Hardell
- Robert Leeshock - Keith Christopher